# Graiòcels
Els graiòcels (llatí: Garocelli o Graiocelli) eren un poble gal alpí que va lluitar contra Juli Cèsar aliats als ceutrons i als caturiges el 58 aC, durant la marxa del cap romà des d'Òcelum (la ciutat més occidental de la Gàl·lia Cisalpina), cap al país dels voconcis.
No són esmentats per cap més escriptor a part del mateix Cèsar i, per tant, la seva situació no pot ser fixada més que per la referència de què havien de viure prop dels ceutrons i caturiges. D'Anville suposa que Òcelum i garoceli estan relacionades i els situa a la Cisalpina, a la vall del Prajalats i el Cluson, però aquesta hipòtesi té poca acceptació. Walckenaer els situa a la Maurienne, a la Val di Viù, on va trobar un poble de nom Usseglio que suposa derivat d'aquest poble i a més esmenta que Sant Joan de Maurienne és anomenat en un antic document Johannes Garocellius.